# Slag bij Renty

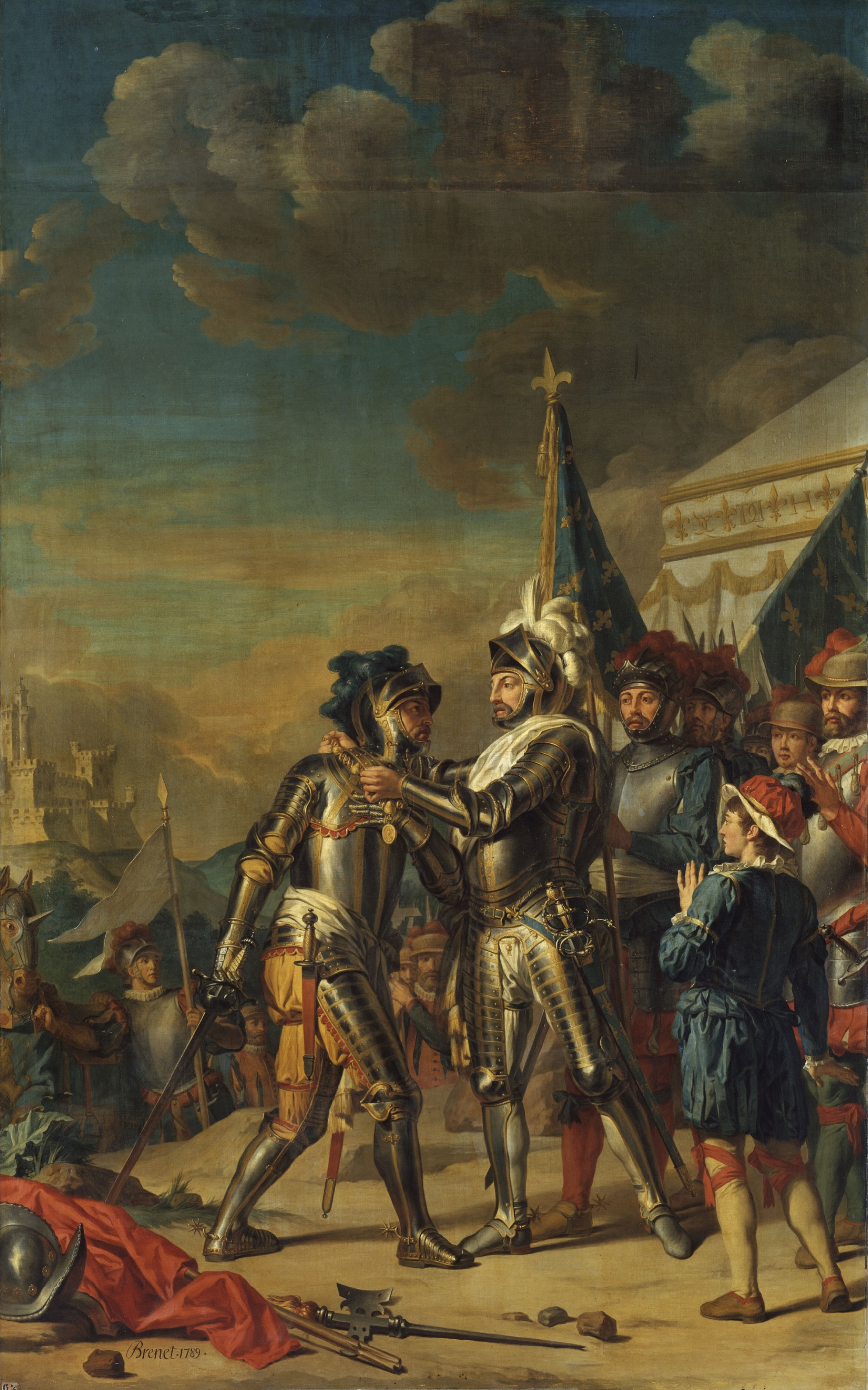
Hendrik II van Frankrijk overhandigt de Orde van Sint-Michiel aan maarschalk Tavannes na de slag bij Renty

De Slag bij Renty van 12 augustus 1554 was een veldslag waarbij een Frans leger onder leiding van Frans van Guise een Nederlands-Spaans leger van keizer Karel V versloeg.
De slag was een onderdeel van de Italiaanse Oorlog (1551-1559), waarbij Frankrijk zowel in Italië als in het Noorden naar gebiedsuitbreiding zocht. Het treffen vond plaats bij Renty in Artesië, dat toen bij de Habsburgse Nederlanden hoorde. Het slecht versterkte Renty werd belegerd door de Fransen. Naderende troepen van keizer Karel werden verslagen, maar diens hoofdmacht trok voorbij en dwong de Fransen ertoe het beleg twee dagen later op te heffen.

## Voetnoten
1. ↑  Geoffrey Parker, Emperor. A New Life of Charles V, 2019, p. 458